# Lucas Fratzscher
Lucas Fratzscher, né le 6 juillet 1994 à Suhl, est un biathlète allemand.

## Carrière
Lucas Fratzscher connaît sa première sélection avec l'équipe nationale seulement en fin d'année 2016 pour l'IBU Cup.
Il n'obtient pas de résultats significatifs jusqu'à l'épreuve d'ouverture de la saison 2018-2019 à Idre, où il est troisième du sprint. Il remporte plus tard dans l'hiver une course de l'IBU Cup à Martell.
Il est convié pour ses débuts en Coupe du monde en janvier 2019 à Oberhof. Il est ensuite médaillé de bronze au relais mixte aux Championnats d'Europe à Minsk. Au mois de mars, pour sa deuxième étape de Coupe du monde, à Holmenkollen, il marque ses premiers points sur le sprint (31e), avant d'enchaîner sur la poursuite (15e) et la mass start (13e).
Il remporte le classement général de l'IBU Cup en 2020.
En janvier 2022, il inscrit de nouveau des points pour le classement général de la Coupe du monde, avec une 22e place à Oberhof. Ensuite, aux Championnats d'Europe, à Arber, il décroche trois médailles, dont deux en argent au sprint et au relais mixte et une en bronze à la poursuite.

## Palmarès

### Coupe du monde
- Meilleur classement général : 56e en 2019.
- Meilleur résultat individuel : 13e.

#### Classements en Coupe du monde
| Saison    | Classement général final | Individuel | Sprint | Poursuite | Mass start |
| 2018-2019 | 56e                      |            | 78e    | 52e       | 36e        |
| 2019-2020 | nc                       |            | nc     | nc        |            |
| 2020-2021 | nc                       | nc         | nc     | nc        |            |
| 2021-2022 | 77e                      | nc         | 72e    | 64e       |            |

### Championnats d'Europe
- Médaille d'argent du relais mixte en 2019.
- Médaille d'argent du sprint en 2022.
- Médaille de bronze de la poursuite en 2022.
- Médaille d'argent du relais mixte en 2022.
- Médaille d'argent du relais mixte en 2023.

### IBU Cup
- Vainqueur du classement général en 2020.
- 2e du classement général en 2019.
- En comptant les podiums aux Championnats d'Europe :
  - 15 podiums individuels, dont 2 victoires.
  - 3 victoires dans des relais.